# Heilig Hart van Jezuskerk (Veghel)

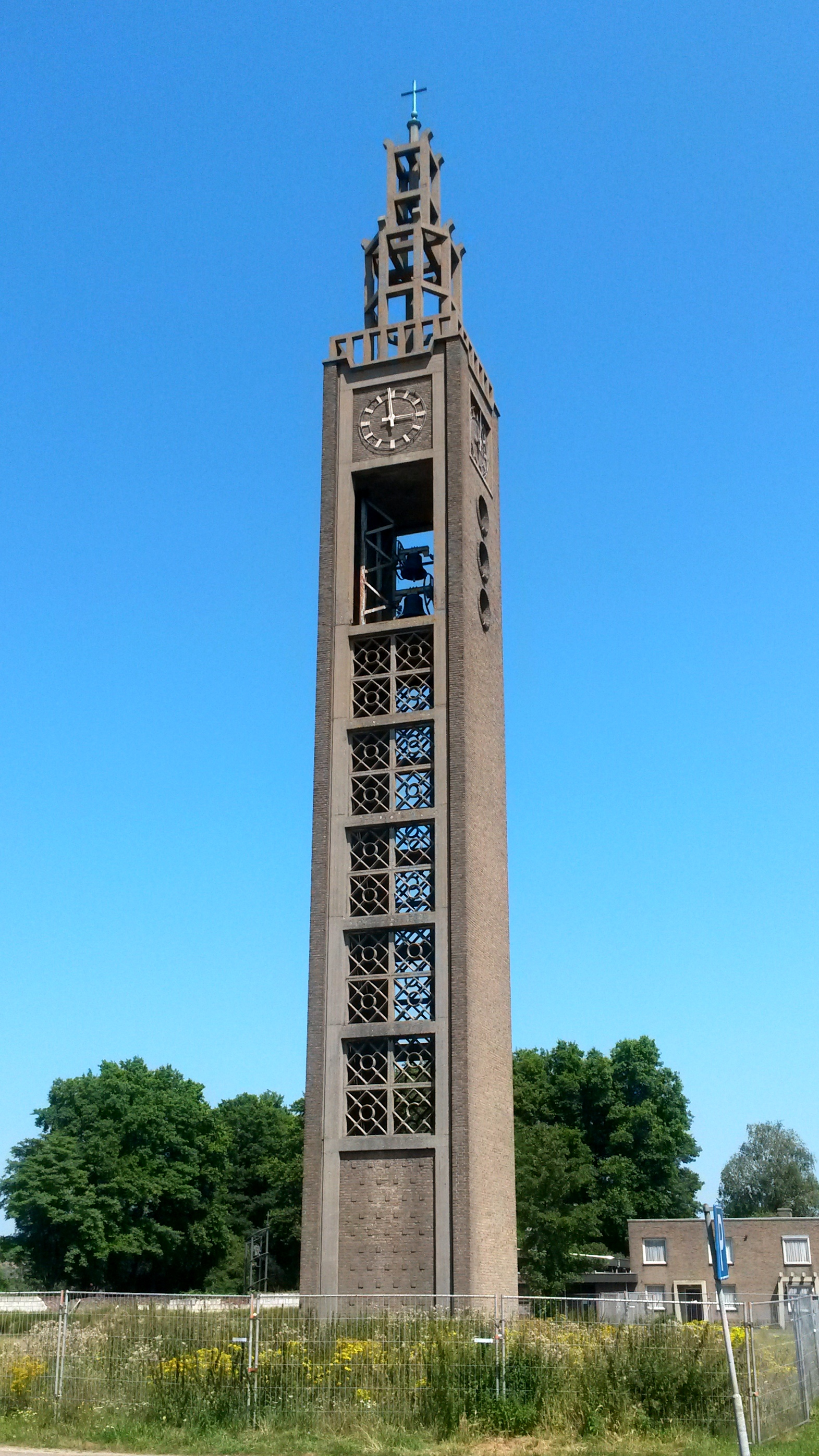
Toren van de Heilig Hart van Jezuskerk, in 2014

De Heilig Hart van Jezuskerk was een parochiekerk in de tot de Noord-Brabantse gemeente Meierijstad gelegen plaats Veghel. De kerk was gelegen aan de Sluisstraat.

## Geschiedenis
De kerk werd gebouwd voor de westelijke uitbreidingswijk van Veghel. In 1955 werd daar de tweede parochie van Veghel opgericht en in 1957 werd een noodkerk betrokken in een nieuwgebouwde loods. Een definitieve kerk werd in 1962 in gebruik genomen die ontworpen was door P'B.A. Tooten. De parochie telde toen 3600 zielen.
De kerk werd in 2001 onttrokken aan de eredienst. In 2005 werd de kerk verkocht en in 2006 werd hij gesloopt. Bij de pastorie werd een kleinere kapel gebouwd die in 2002 werd geopend. De toren van de oude kerk bleef in eerste instantie staan, maar werd in 2018 alsnog gesloopt.

## Gebouw
Het betrof een kerk in de stijl van het naoorlogs modernisme. Deze doosvormige kerk was opgetrokken in betonskeletbouw en bekleed met bakstenen. Bijzonder was een vrijwel losstaande ranke klokkentoren die eveneens uit een betonskelet en bakstenen bestond.